# МойСклад
МойСклад — коммерческий SaaS продукт для управления торговлей и складского учёта, предназначенный для автоматизации малого и среднего бизнеса. Сервис реализует функции обработки заказов, управления продажами и закупками, складского учёта и контроля финансовых расчетов. МойСклад стал одним из первых сервисов SaaS, разработанных в России и предназначенных для российского рынка.
Первая версия сервиса была запущена осенью 2007 года. В 2008 году компания-разработчик получила финансирование от венчурного фонда Ambient Sound Investments. В 2011 году инвестором и совладельцем сервиса стала компания 1С.
По итогам 2012 года МойСклад вошел в ТОП-10 рейтинга «Крупнейшие поставщики SaaS в России 2012». В 2017 году МойСклад и Сбербанк создали облачный сервис управления торговлей для малого и среднего бизнеса Моя Торговля. В 2019 году МойСклад занял 5 место в рейтинге «CNews Analytics: Крупнейшие поставщики SaaS в России 2019». В 2020 году МойСклад стал 6-м в рейтинге «Лучшие ИТ-работодатели России 2019: ежегодный рейтинг Хабр Карьеры».